# La storia 1978-2003
La storia 1978-2003 è una raccolta di Fabio Concato, pubblicata, come da titolo, nel 2003, dalla Mercury Records.
Si tratta della raccolta più completa dell'artista milanese, ed uscì per festeggiare i 25 anni di carriera.
Curiosamente, sebbene il titolo parta dal 1978, sono presenti tre brani del 1977 e, paradossalmente, nessun brano del 1978. Questa forzatura ebbe l'evidente finalità di ribadire la celebrazione del quarto di secolo di attività, in senso lato, più che per esattezza cronologica.
Ti ricordo ancora è l'unico brano presente originariamente in un album in studio ad essere proposto in versione live.
Oltre alla versione in 3 CD per 45 brani, fu pubblicata una versione light di 1 CD contenente 16 successi.

## Tracce
CD uno
1. Domenica Bestiale 4:01*
2. Gigi 5:27*
3. Provaci Tu 3:57*
4. O Bella Bionda 4:16
5. Voilà (Live) 3:44
6. Speriamo Che Piova 4:21*
7. Giulia 4:59
8. Tornando A Casa 3:48
9. A Dean Martin 3:07
10. Valzerone 3:32
11. Sulla Strada Romagnola 4:07
12. Sexy Tango 4:13
13. Canto 3:39
14. La Nave 3:36
15. Che Stress 3:10

CD due
1. Fiore Di Maggio 3:52*
2. È Festa 4:12*
3. Ciao Ninìn 4:32*
4. Buona Notte A Te 4:04
5. Guido Piano 3:44*
6. Ti Muovi Sempre 2:44
7. M'Innamoro Davvero 4:35
8. Rosalina 2:27*
9. Il Caffettino Caldo 5:50
10. 051... 5:28*
11. Prima Di Cena 4:47
12. Ritrovarti Qui 4:46
13. Bossa Nova Milanese 4:47
14. Misto Di Poesia 3:07
15. In Coda 5:27

CD tre
1. Ti Ricordo Ancora (Live) 4:45*
2. Naturalmente 4:27
3. Bell'Italia 4:36*
4. Prendi La Luna 3:18*
5. Tienimi Dentro Te 4:36*
6. Troppo Vento 4:12
7. Un Puntino 5:11
8. Poveri Noi 3:19
9. Zio Tom 7:44
10. La Nina 3:14
11. Rime Per Un Sogno 4:54
12. In Trattoria 4:58*
13. Portati Via 4:17*
14. Un'Aurelia Che Se Ne Va 3:28
15. Restiamo Soli 3:30

*Canzoni inserite nella versione light, uscita sempre nel 2007.